# Boscarla de Madagascar
La boscarla de Madagascar (Acrocephalus newtoni) és una espècie d'ocell de la família dels acrocefàlids (Acrocephalidae) que habita canyars, pantans i manglars de Madagascar.